# Artemon (malarz)
Artemon – starożytny malarz grecki działający w III-II wieku p.n.e. Wspominany przez Pliniusza Starszego, który wymienił w swoim dziele kilka prac Artemona.